# Hec Ramsey
Hec Ramsey is een televisieserie die in de Verenigde Staten tussen 1972 en 1974 bij NBC werd uitgezonden. Het is een combinatie van een detectiveserie en een westernserie. Het werd via de NBC uitgezonden via de overkoepelende serie NBC Mysterie Movie waartoe ook onder andere Columbo, McCloud en McMillan and Wife behoorden.
De serie volgt de voormalige revolverheld Hec Ramsey die hulpsheriff wordt en gebruikmaakt van forensische technieken om misdaden op te lossen.

## Samenvatting
Aan het einde van de negentiende, begin twintigste eeuw komt de voormalige revolverheld Hec Ramsey aan in het stadje New Prospect, Oklahoma. Ramsey weet dat het echte 'wilde westen' niet langer bestaat en dat de dagen dat conflicten met het pistool werden beslecht voorbij zijn. Hij heeft zijn oude 'sixshooter' inmiddels vervangen voor een gewone revolver en zoekt nieuw werk. Oliver B. Stamp, de nieuwe 'chief of police' van het stadje, zoekt mensen die hem kunnen helpen bij zijn nieuwe ambt. Stamp is nog jong en heeft geen enkele ervaring als politieman. Hij is gekozen in deze functie en hij heeft behoefte aan ervaren mensen. Hec solliciteert en wordt aangenomen als deputy (hulpsheriff). Hoewel beide mannen in het begin aan elkaar moeten wennen, ontwikkelt zich al snel een hechte samenwerking. Ramsey is geen man van de oude stempel. Integendeel, hij stort zich op nieuwe technieken als identificatie van vingerafdrukken, het zoeken van sporen met een vergrootglas en het veiligstellen van die sporen.

## Productie
De serie was nogal baanbrekend omdat het een western met alle actie en avontuur combineerde met een detectiveverhaal met forensische technieken. De hoofdrol werd vertolkt door Richard Boone die in de jaren vijftig en zestig wereldberoemd werd door zijn hoofdrol in de westernserie Have Gun - Will Travel. Boone speelde de revolverheld Paladin. De nadruk lag op de ridderlijkheid van Paladin die alleen opdrachten aannam die gericht waren tegen slechte mensen. Het is een hardnekkige mythe dat Boone in een van de afleveringen van Hec Ramsey zou hebben gezegd dat Hec Ramsey ooit het pseudoniem Paladin gebruikte. Dit is gebaseerd op een interview waar Boone zei: "Hec Ramsey is Paladin, only fatter". Waarmee hij alleen bedoelde dat beide figuren overeenkomsten hebben. Hoewel de serie hoge kijkcijfers trok, kwam er toch na twee seizoenen een einde aan. De maker van de serie, Universal en Richard Boone hadden ruzie gekregen en gingen woedend uit elkaar.

## Uitzendingen in Nederland
In Nederland werd deze NBC Mysterie Movie-serie door de TROS uitgezonden. De AVRO zond in die tijd de NBC-serie Columbo uit en de VARA McCloud.

## Rolverdeling
- Richard Boone – Hec Ramsey
- Rick Lenz – Chief Oliver B. Stamp
- Harry Morgan – dr. Amos Coogan

## Afleveringen
Elke aflevering van Hec Ramsey duurde 90 minuten.
- Seizoen 1:
  - 1. The Century turns
  - 2. Hangman’s wages
  - 3. The green feather mystery
  - 4. The mystery of the yellow rose
  - 5. The mystery of Chalk Hill
- Seizoen 2:
  - 1. A hard road to vengeance
  - 2. The Detroit connection
  - 3. Dead heat
  - 4. Scar tissue
  - 5. Only birds and fools